# یواس‌اس اچ-۱ (اس‌اس-۲۸)
یواس‌اس اچ-۱ (اس‌اس-۲۸) (به انگلیسی: USS H-1 (SS-28)) یک زیردریایی بود که طول آن ۱۵۰ فوت ۴ اینچ (۴۵٫۸۲ متر) بود. این زیردریایی در سال ۱۹۱۳ ساخته شد.